# Ryan Roth
Ryan Roth (Kitchener, Ontario, 10 de gener de 1983) és un ciclista canadenc, professional des del 2002. Actualment corre a l'equip Silber Pro Cycling. Del seu palmarès destaca el Campionat nacional en ruta del 2012, i el de contrarellotge el 2016.

## Palmarès
- 2005
  -  Campió del Canadà sub-23 en ruta
- 2006
  - 1r a la Clàssica Montreal-Quebec Louis Garneau
- 2008
  - Vencedor d'una etapa de l'International Cycling Classic
  - Vencedor d'una etapa al Rochester Omnium
- 2010
  - Vencedor d'una etapa de la Volta a Cuba
- 2011
  - 1r a l'Univest Grand Prix
- 2012
  -  Campionat del Canadà en ruta
  - 1r a la Tro Bro Leon
- 2014
  - Vencedor d'una etapa de la Valley of the Sun Stage Race
- 2016
  -  Campió del Canadà en contrarellotge
  - 1r de la Valley of the Sun Stage Race i vencedor d'una etapa
  - 1r al Winston Salem Cycling Classic
  - 1r al Gran Premi ciclista de Saguenay
  - 1r al Tour de Delta
- 2017
  - Vencedor d'una etapa de la Tucson Bicycle Classic
  - 1r a la KW Classic
- 2018
  - Vencedor d'una etapa al Tour de White Rock
  - 1r al Tour de Via Italia
- 2019
  - Vencedor d'una etapa al Tour d'Iskandar Johor